# تشارلز ويلسون (سياسي نيوزيلندي)
تشارلز ويلسون (بالإنجليزية: Charles Wilson)‏ هو صحفي وأمين مكتبة وسياسي نيوزيلندي، ولد في 1857 في هاروغيت في المملكة المتحدة، وتوفي في 9 فبراير 1932 بسبب حادث مرور. نشط حزبياً في الحزب الليبيرالي النيوزيلندي. وقد انتخب عضو مجلس النواب النيوزيلندي عن دائرة Wellington Suburbs (New Zealand electorate) ‏ (23 أبريل 1897 – 15 نوفمبر 1899).